# Пам'ятки Могилева-Подільського
У Могилеві-Подільському під охороною держави перебувають 63 пам'ятки архітектури і містобудування, з яких 5 національного значення, і 3 пам'ятки монументального мистецтва.

## Пам'ятки архітектури і містобудування
| Національного значення | Національного значення                | Національного значення | Національного значення              | Національного значення | Національного значення                                |
| ---------------------- | ------------------------------------- | ---------------------- | ----------------------------------- | ---------------------- | ----------------------------------------------------- |
| 1                      | Георгіївська церква                   | 1809-1819 рр           | вул. Грецька,8                      | 959/1                  | Постанова Ради Міністрів УРСР від 06.09.1979 р. № 442 |
| 2                      | Дзвіниця Георгіївської церкви         | 1809-1819рр            | вул. Грецька,8                      | 959/2                  | -ІІ-                                                  |
| 3                      | Миколаївська церква                   | 1754 р.                | пл. Соборна, площа,4                | 57                     | Постанова Ради Міністрів УРСР від 24.08.1963 р. № 970 |
| 4                      | Параскеївська церква (дер.)           | 1775 р.                | вул. Параскіївська,14               | 969/1                  | Постанова Ради Міністрів УРСР від 06.09.1979 р. № 442 |
| 5                      | Дзвіниця Параскеївської церкви (дер.) | 1775 р.                | вул. Параскіївська,14               | 969/2                  | -ІІ-                                                  |
| Місцевого значення     |                                       |                        |                                     |                        |                                                       |
| 6                      | Будинок                               | к. 19 ст.              | вул. Володимирська,1                | 268-М                  | Розпорядження ОДА № 78 від 19.02.96 р                 |
| 7                      | Частина заїжджого двору               | п.19 ст.               | вул. Володимирська,3                | 105-М                  | Рішення виконкому облради нар. деп.від 14.02.91 № 43  |
| 8                      | Будинок                               | 1902 р.                | вул. Володимирська,4                | 269-М                  | Розпорядження ОДА № 78 від 19.02.96 р                 |
| 9                      | Будинок                               | к. 19 ст.              | вул. Володимирська,5                | 270-М                  | -ІІ-                                                  |
|                        | Комплекс будівель купця:              | 1909 р.                | вул. Володимирська,6                | 106-М/0                | -ІІ-                                                  |
| 10                     | Головний будинок                      | 1909 р.                | вул. Володимирська,6                | 106-М/1                | Рішення виконкому облради нар. деп.від 14.02.91 № 43  |
| 11                     | Боковий флігель                       | 1909 р.                | вул. Володимирська,6                | 106-М/2                | -ІІ-                                                  |
| 12                     | Тильний флігель                       | 1909 р.                | вул. Володимирська,6                | 106-М/3                | Розпорядження ОДА № 78 від 19.02.96 р                 |
| 13                     | Будинок                               | к. 19 ст.              | вул. Володимирська,7                | 271-М                  | -ІІ-                                                  |
| 14                     | Електростанція                        | п.20 ст.               | вул. Володимирська,9                | 107-М                  | Рішення виконкому облради нар. деп.від 14.02.91 № 43  |
| 15                     | Житловий будинок                      | с.19 ст.               | вул. Володимирська,10               | 272-М                  | Розпорядження ОДА № 78 від 19.02.96 р                 |
| 16                     | Житловий будинок                      | к.19 ст.               | вул. Володимирська,13               | 273-М                  | -ІІ-                                                  |
| 17                     | Житловий будинок                      | с.19 ст.               | вул. Володимирська,14               | 274-М                  | -ІІ-                                                  |
| 18                     | Житловий будинок                      | с.19 ст.               | вул. Володимирська,24               | 275-М                  | -ІІ-                                                  |
| 19                     | Залізничний вокзал                    | 19 ст.                 | вул. Вокзальна,11                   | 249-М                  | -ІІ-                                                  |
| 20                     | Житловий будинок                      | к.19 ст.               | вул.Вірменська,15/17                | 248-М                  | -ІІ-                                                  |
| 21                     | Житловий будинок                      | к.19 ст.               | вул.Вірменська,18                   | 279-М                  | -ІІ-                                                  |
| 22                     | Житловий будинок                      | к.19 ст.               | вул.Вірменська,70                   | 280-М                  | -ІІ-                                                  |
| 23                     | Особняк                               | 1908 р.                | вул. Грецька,9                      | 288-М                  | -ІІ-                                                  |
| 24                     | Будинок                               | 1907 р.                | вул. Грецька,17                     | 289-М                  | -ІІ-                                                  |
| 25                     | Будинок                               | п.20 ст.               | вул. Грецька,26/2                   | 290-М                  | -ІІ-                                                  |
|                        | Комплекс будівель винзаводу:          | 1890 р.                | вул. Академіка Заболотного,61,63,67 | 284-М/0                | -ІІ-                                                  |
| 26                     | Виробничий корпус                     | 1890 р.                | вул. Академіка Заболотного,67       | 284-М/1                | Розпорядження ОДА № 78 від 19.02.96 р                 |
| 27                     | Житловий будинок                      | 1890 р.                | вул. Академіка Заболотного,61       | 284-М/2                | -ІІ-                                                  |
| 28                     | Житловий будинок                      | 1890 р.                | вул. Академіка Заболотного,63       | 284-М/3                | -ІІ-                                                  |
| 29                     | Господарський корпус                  | 1890 р.                | вул. Академіка Заболотного,67       | 284-М/4                | -ІІ-                                                  |
| 30                     | Житловий будинок друкарні             | к.19 ст.               | вул. Київська,3                     | 108-М                  | Рішення виконкому облради нар. деп.від 14.02.91 № 43  |
| 31                     | Будинок                               | д.п.19 ст.             | вул. Київська,4 (6)                 | 258-М                  | Розпорядження ОДА № 78 від 19.02.96 р                 |
| 32                     | Будинок                               | п.20 ст.               | вул. Київська,14/5                  | 260-М                  | -ІІ-                                                  |
| 33                     | Будинок                               | п.20 ст.               | вул. Київська,27                    | 259-М                  | -ІІ-                                                  |
| 34                     | Будинок                               | п.20 ст.               | вул. Київська,33                    | 261-М                  | -ІІ-                                                  |
| 35                     | Банк                                  | п.20 ст.               | вул. Київська,35/1                  | 262-М                  | -ІІ-                                                  |
| 36                     | Будинок                               | п.20 ст.               | вул. Київська,40/1                  | 266-М                  | -ІІ-                                                  |
| 37                     | Будинок пошти                         | 1914 р.                | вул. Київська,41                    | 263-М                  | -ІІ-                                                  |
| 38                     | Особняк директора пошти               | 1903 р.                | вул. Київська,41                    | 264-М                  | -ІІ-                                                  |
| 39                     | Будинок пошти                         | 1903 р.                | вул. Київська,41                    | 265-М                  | -ІІ-                                                  |
| 40                     | Будинок                               | к.19 ст.               | вул. Київська,57                    | 267-М                  | -ІІ-                                                  |
| 41                     | Житловий будинок                      | п.19 ст.               | вул. Котовського,12                 | 109-М                  | Рішення виконкому облради нар. деп.від 14.02.91 № 43  |
| 42                     | Будинок                               | к.19 ст.               | пров. Соборний,6                    | 256-М                  | Розпорядження ОДА № 78 від 19.02.96 р                 |
| 43                     | Будинок                               | к.19 ст.               | пров. Соборний,12                   | 257-М                  | -ІІ-                                                  |
| 44                     | Церква Св. Олександра Невського       | к.19 ст.               | просп. Незалежності,106             | 291-М                  | -ІІ-                                                  |
| 45                     | Житловий будинок                      | с.19 ст.               | вул. Покровська,53                  | 276-М                  | -ІІ-                                                  |
| 46                     | Синагога                              | к.19 ст.               | вул. Полтавська,30                  | 248-М                  | -ІІ-                                                  |
| 47                     | Житловий будинок                      | к.19 ст.               | вул. Ринкова,42                     | 281-М                  | -ІІ-                                                  |
| 48                     | Житловий будинок                      | к.19 ст.               | вул. Ринкова,52                     | 282-М                  | -ІІ-                                                  |
| 49                     | Житловий будинок                      | к.19 ст.               | вул. Ринкова,58                     | 283-М                  | -ІІ-                                                  |
| 50                     | Житловий будинок                      | с.19 ст.               | пл. Соборна,1/2                     | 102-М                  | Рішення виконкому облради нар. деп.від 14.02.91 № 43  |
| 51                     | Будинок                               | 17-18 ст.              | пл. Соборна,2                       | 110-М                  | -ІІ-                                                  |
| 52                     | Житловий будинок                      | п.19 ст.               | пл. Соборна,5                       | 104-М                  | Рішення виконкому облради нар. деп.від 14.02.91 № 43  |
| 53                     | Будинок причету                       | с.19 ст.               | пл. Соборна,8                       | 100-М                  | -ІІ-                                                  |
| 54                     | Торгово-купецький комплекс            | с.19 ст.               | пл. Соборна,14                      | 101-М                  | -ІІ-                                                  |
| 55                     | Будинок                               | с.19 ст.               | вул. Стависька,1                    | 250-М                  | Розпорядження ОДА № 78 від 19.02.96 р                 |
| 56                     | Будинок                               | к.19 ст.               | вул. Ставська,2                     | 251-М                  | -ІІ-                                                  |
| 57                     | Будинок                               | с.19 ст.               | вул. Стависька,12                   | 252-М                  | -ІІ-                                                  |
| 58                     | Будинок                               | к.19 ст.               | вул. Стависька,34                   | 253-М                  | -ІІ-                                                  |
| 59                     | Будинок                               | к.19 ст.               | вул. Стависька,47                   | 254-М                  | -ІІ-                                                  |
| 60                     | Будинок                               | к.19 ст.               | вул. Стависька,61                   | 255-М                  | -ІІ-                                                  |
| 61                     | Житловий будинок                      | к.19 ст.               | вул. Столярна,13                    | 103-М                  | Рішення виконкому облради нар. деп.від 14.02.91 № 43  |
| 62                     | Особняк                               | с.19 ст.               | пров. Столярний,5/2                 | 277-М                  | Розпорядження ОДА № 78 від 19.02.96 р                 |
| 63                     | Будинок Потоцьких                     | 17-18 ст.              | пл. Соборна,6                       | 99-М                   | Рішення виконкому облради нар. деп.від 14.02.91 № 43  |

## Пам'ятки монументального мистецтва
| № п/п | Охоронний № | Найменування пам'ятки                           | Адреса                                                           | Дата (епоха)  | Дата відкриття або виявлення | Автори (дослід.)         | Матеріал      | Основні розміри                 | Рішення про взяття під охорону |  |
| ----- | ----------- | ----------------------------------------------- | ---------------------------------------------------------------- | ------------- | ---------------------------- | ------------------------ | ------------- | ------------------------------- | ------------------------------ |  |
| 1     | 37          | Пам'ятник Т. Г. Шевченку                        | м. Могилів-Подільський, Могилів -Подільська м/р, пл. Т. Шевченка | 1814-1861 рр. | 1995 р.                      | ск. М. Крижанів-ський    | граніт, бетон | ск. 3,2 м, пост. 1,2 м          | № 443 22.12.1997 р.            |  |
| 2     | 102         | Пам'ятник М. В. Гоголю                          | м. Могилів-Подільський, Могилів -Подільська м/р, пл. Гоголя      | 1809-1852 рр. | 1897 р.                      | не відомий               | бронза, цегла | бюст 0,9 м, пост. 2,5х0,7х0,7 м | № 96 17.02.1983 р.             |  |
| 3     | 83          | Пам'ятник національному герою Італії М. Буянову | м. Могилів-Подільський, Могилів -Подільська м/р, вул. В. Стуса   | 1925-1944 рр. | 1993 р.                      | ск. О. М. Попко, м. Київ | бронза, бетон | вис. 3,3 м                      | № 501 20.12.1993 р.            |  |

## Джерело
- Пам'ятки Вінницької області